# Passiflora xishuangbannaensis
Passiflora xishuangbannaensis là một loài thực vật có hoa trong họ Lạc tiên. Loài này được Krosnick mô tả khoa học đầu tiên năm 2005.
Đây là loài bản địa Vân Nam, Trung Quốc.